# Cimetière militaire allemand de Bouchain
Le « cimetière militaire allemand de Bouchain » est un cimetière militaire de la Première Guerre mondiale situé sur le territoire de la commune de Bouchain, Nord.

## Localisation
Ce cimetière est implanté au nord-ouest du village, à côté du cimetière communal, en bordure de la route de Marquette.

## Historique
Occupée dès la fin août 1914 par les troupes allemandes, la ville de Bouchain est restée loin des combats jusqu'en octobre 1918. Un important hôpital militaire fut implanté à Bouchain. Ce cimetière a été commencé par les Allemands en avril 1917 puis en novembre-décembre 1917 avec les victimes allemandes pour défendre la ligne Siegfried et par la bataille d’Arras et la bataille de Cambrai, ensuite des victimes des batailles du  printemps 1918 ainsi que ceux de retraite d'août à octobre 1918. Entre 1921 et 1924, plus de 900 soldats allemands de tombes provisoires dans trois municipalités voisines ont été ajoutées. À partir de 1979, les croix provisoires en bois ont été remplacées par des croix en métal portant les noms et les dates de décès des soldats.

## Caractéristiques
Ce vaste cimetière de forme quasi carrée de 150 m de côté, soit une surface de plus de 2 ha, contient les tombes de 1 638 soldats allemands et 2 prisonniers russes. Avec le retrait des positions allemandes derrière la ligne Siegfried, en mars 1917 Bouchain possédait plusieurs hôpitaux ; plus de 500 soldats enterrés dans ce cimetière sont morts de leurs blessures.

## Galerie

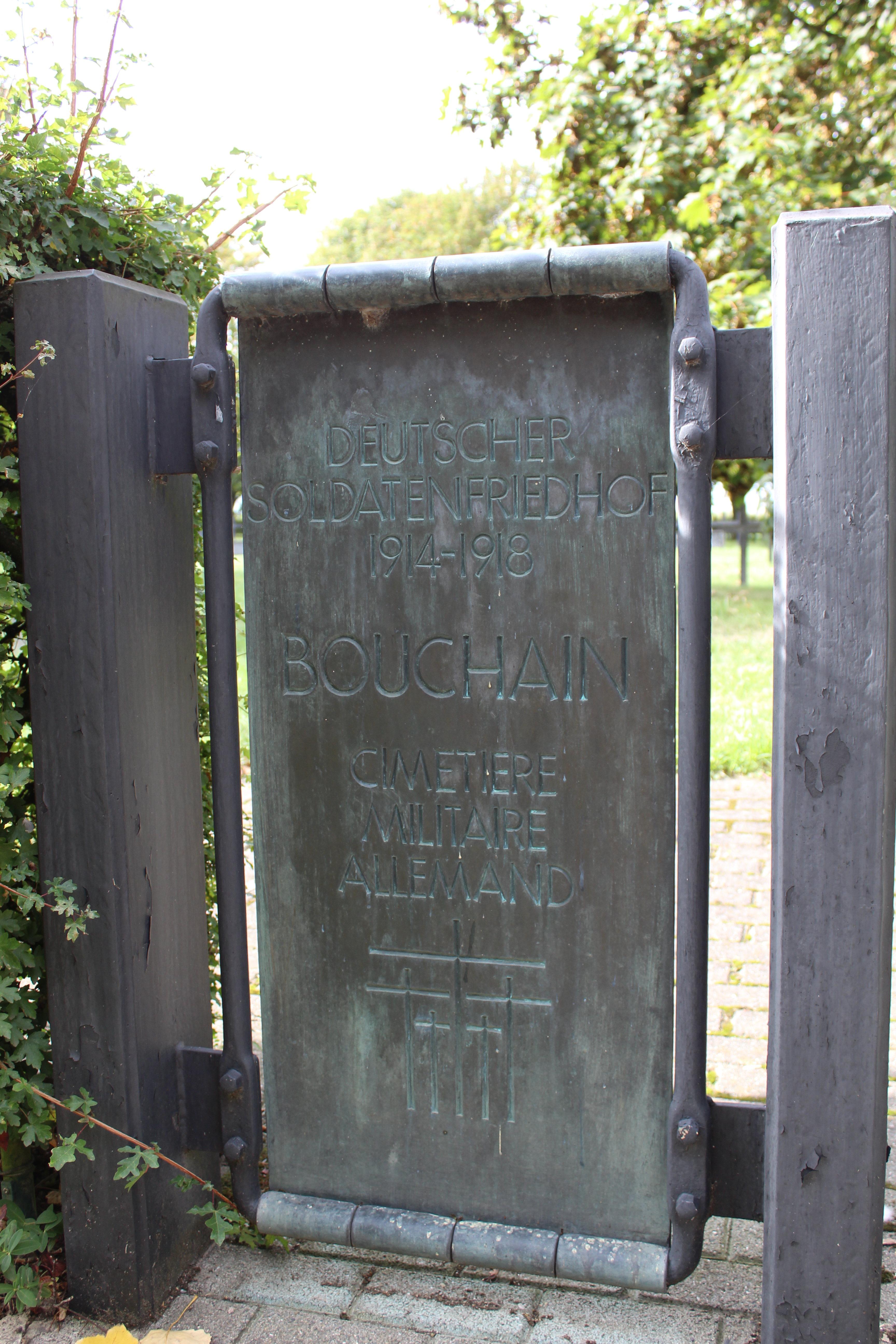
Entrée du cimetière.
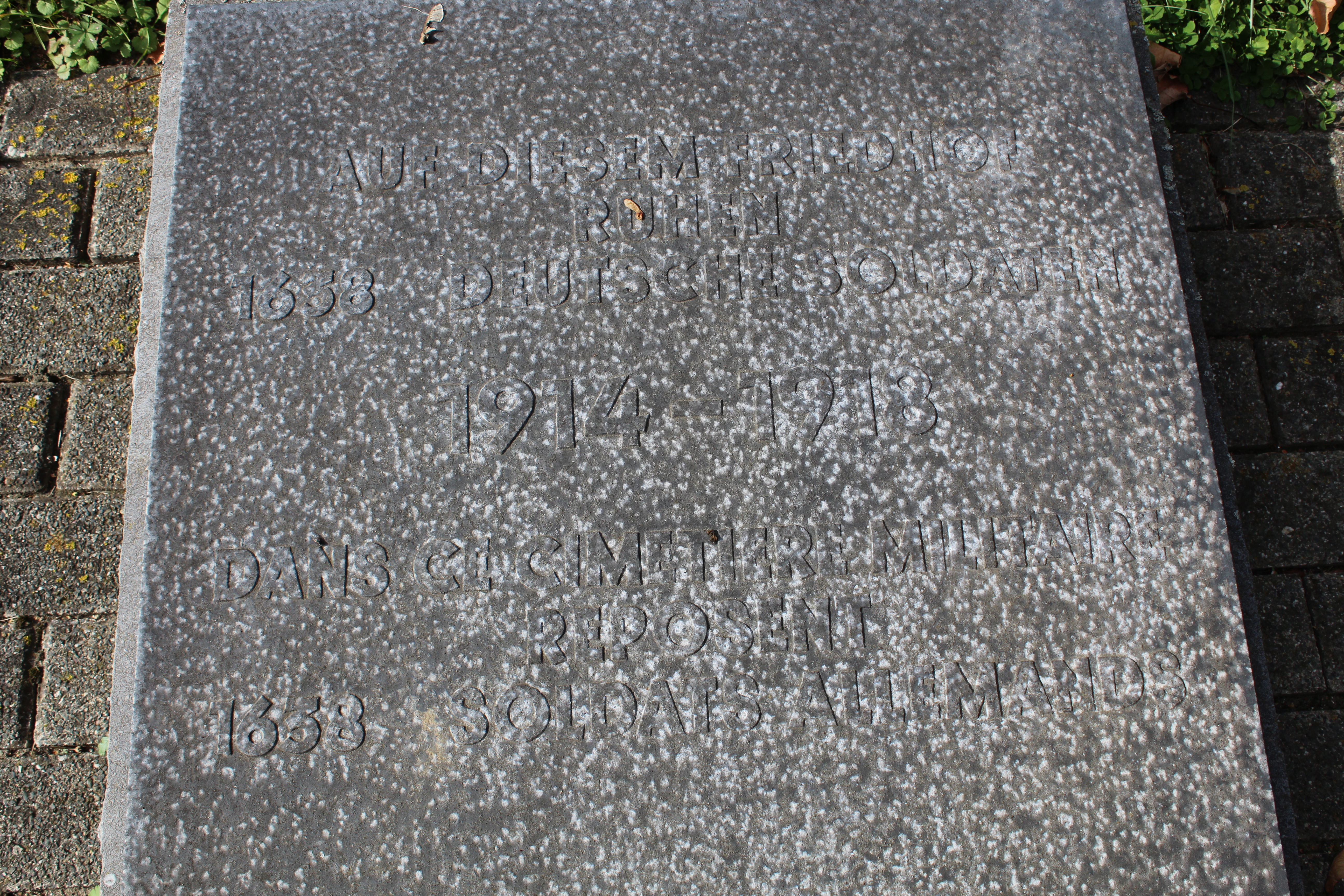
Dans ce cimetière militaire reposent 1 638 soldats allemands.
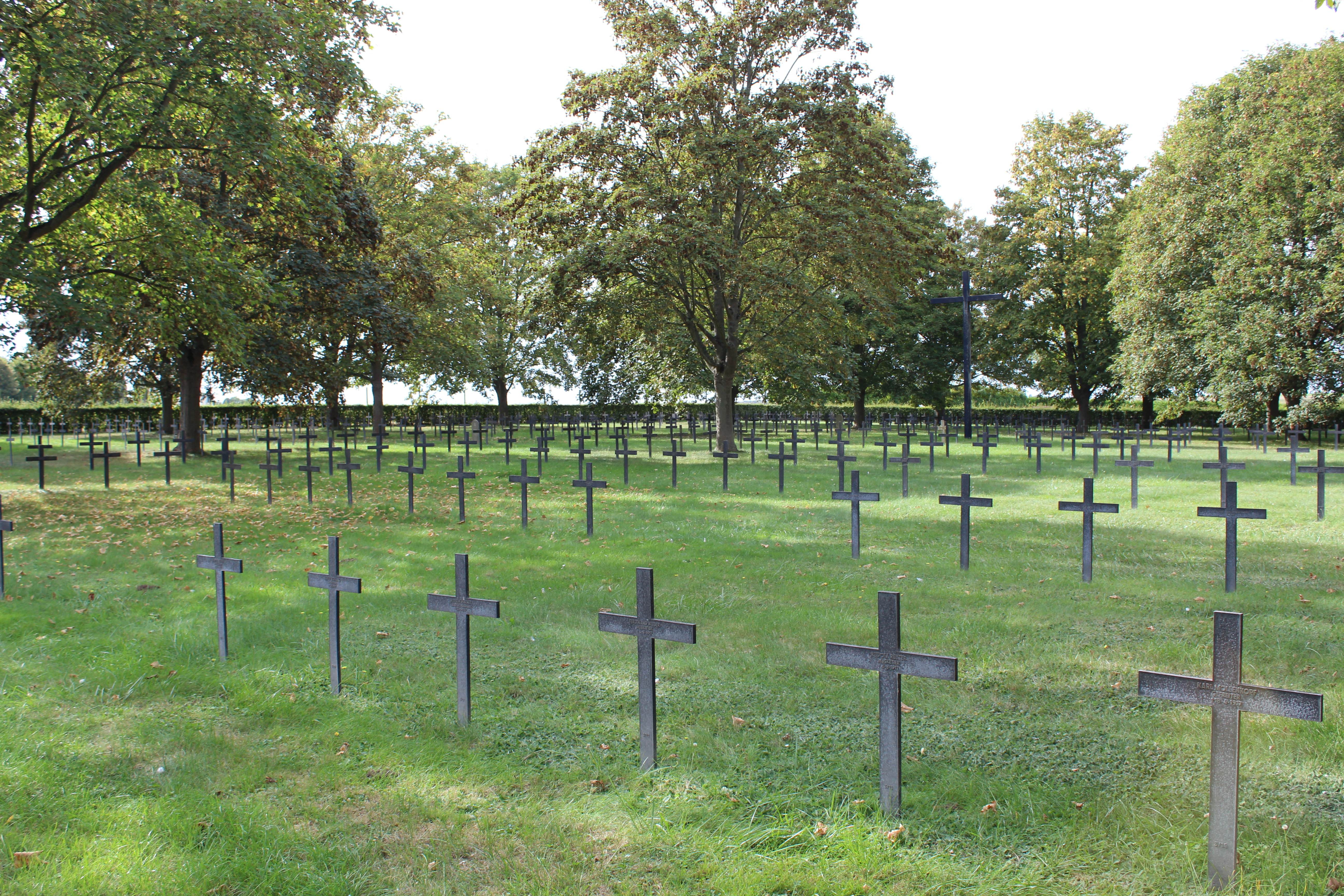
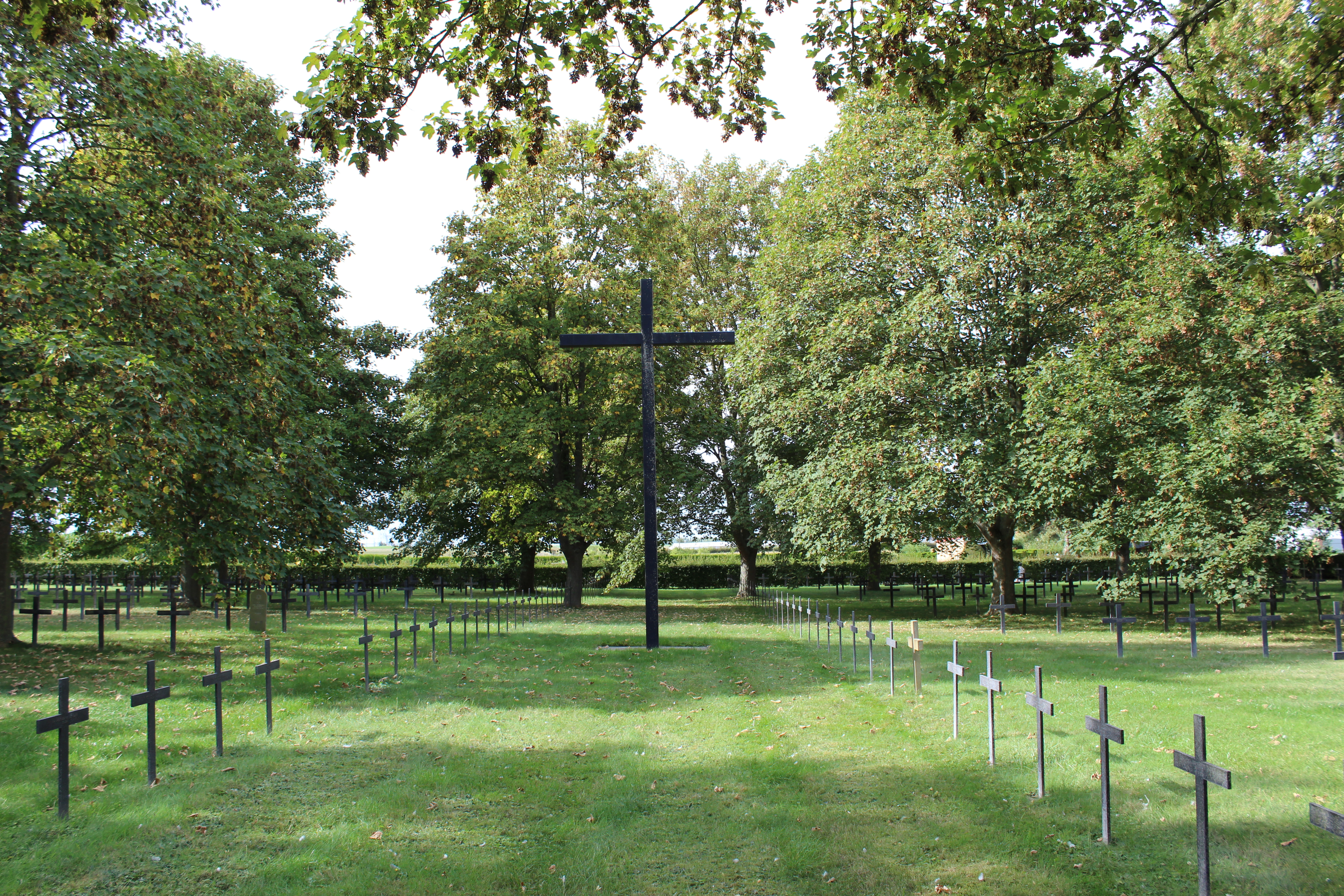
Grande croix centrale très sobre.
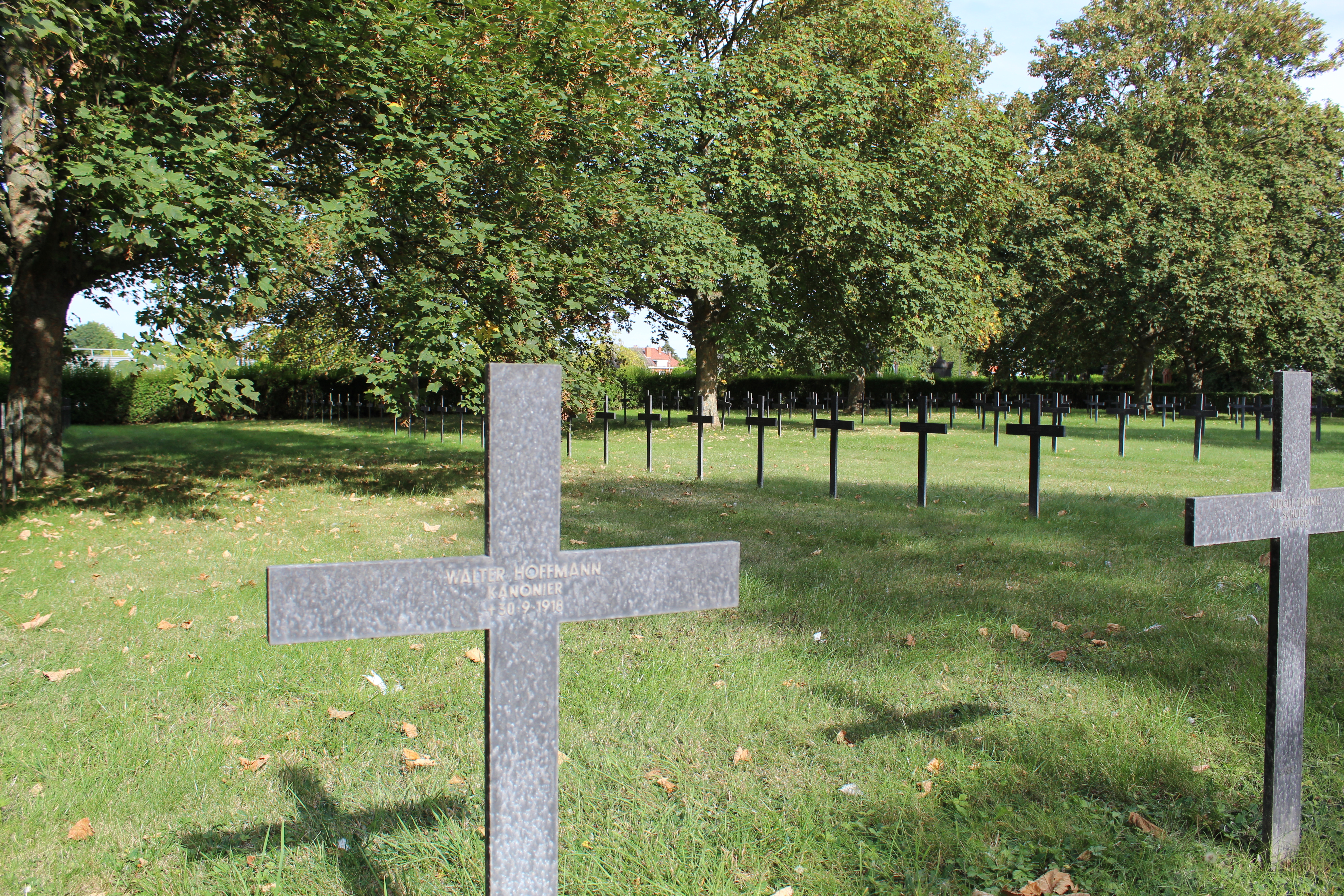

## Sépultures
| Pays         | Sépultures |
| ------------ | ---------- |
| Allemagne    | 1 638      |
| Empire russe | 2          |
| Total        | 1 640      |